# The 11th Hour
The 11th Hour (La hora 11 en España y La última hora en Hispanoamérica) es un documental de 2007 sobre el medio ambiente creado y narrado por Leonardo DiCaprio y dirigido por Leila Conners Petersen y Nadia Conners. Fue financiado por Adam Lewis, Pierre André Senizergues y Doyle Brunson. Warner Independent Pictures se encargó de distribuirlo y se emitió por primera vez en el 60.º Festival de Cannes celebrado del 16 al 27 de mayo. Se estrenó el 17 de agosto de 2007, año en el que fue publicado el Cuarto Informe de Evaluación del IPCC por parte de la ONU acerca del calentamiento global y un año después del estreno de Una verdad incómoda, documental de Al Gore sobre el mismo tema.

## Crítica
Patrick Moore, un miembro de Greenpeace, ahora apoyado por el Instituto de Energía nuclear, que más tarde rechazó la ciencia del medio ambiente tradicional,[cita requerida] criticó la descripción de la industria forestal en el documental en un artículo del 29 de agosto de 2007 publicado en The Vancouver Sun titulado "Un hecho inoportuno".

## Recaudación
La película generó 60.853 US$ durante su primer fin de semana en las cuatro proyecciones donde se estrenó en Estados Unidos.